# Pediocactus nigrispinus subsp. beastonii
Pediocactus nigrispinus subsp. beastonii ist eine Unterart der Pflanzenart Pediocactus nigrispinus in der Familie der Kakteengewächse (Cactaceae). Das Artepitheton ehrt Bill Beaston einen Spezialisten der „Oregon Flora“. Englische Trivialnamen sind „Beaston’s Cactus“ und „Alvord Desert Cactus“.

## Beschreibung

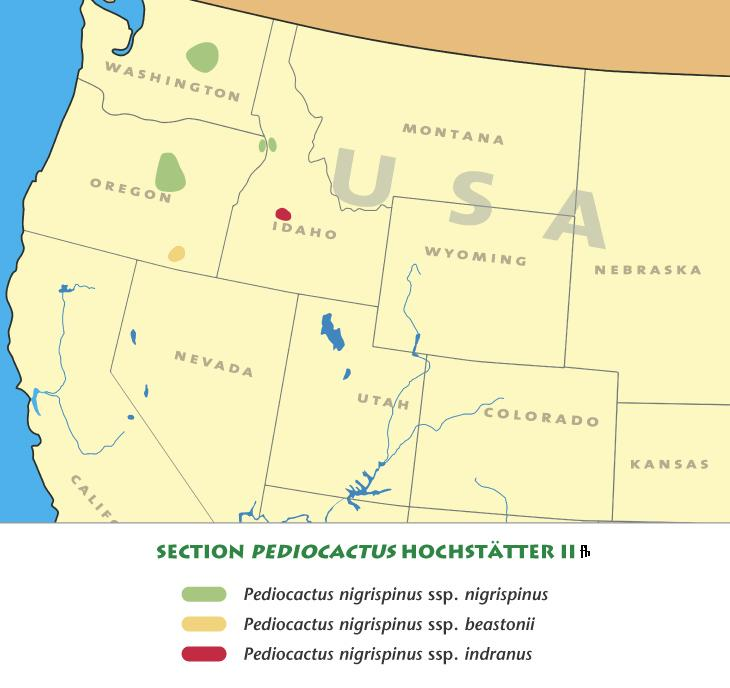
Verbreitungskarte von Pediocactus nigrispinus und der Unterarten.

Pediocactus nigrispinus subsp. beastonii wächst einzeln und kugelig. Er erreicht Wuchshöhen von 3 cm bis 15 cm und Durchmesser von 4 bis 10 cm. Er hat mehrere Rübenwurzeln, die sich in dünne Faserwurzeln verzweigen.
Die zwittrigen, kleinen, glockenförmigen Blüten weisen eine Länge und einen Durchmesser von 1 bis 2 cm auf. Die Blütenhüllblätter sind pfirsichfarben, elfenbeinweiß oder selten rosafarben. Die Blütezeit ist im Mai.

## Systematik und Verbreitung
Pediocactus nigrispinus subsp. beastonii wächst endemisch in der „Alvord Wüste“ in Oregon in vulkanischem Substrat auf Ebenen oder auf Wüsten-Beifuß dominierenden steilen Hängen in Höhenlagen zwischen 1200 und 1950 Meter. Am angrenzenden südlichen Verbreitungsgebiet finden sich Übergangsformen die Ähnlichkeiten mit Pediocactus simpsonii subsp. robustior aufweisen. Jedoch haben alle Vertreter der Pediocactus nigrispinus-Gruppe eine kräftigere Bedornung. Pediocactus nigrispinus subsp. beastonii wächst nur in der Alvord Wüste in Oregon.
Er ist bei trockenem Stand bis minus 20 °C winterhart. Die wurzelechte Kultivierung ist in Europa schwierig. Die typische Unterart Pediocactus nigrispinus subsp. beastonii ist selten in den Sammlungen.

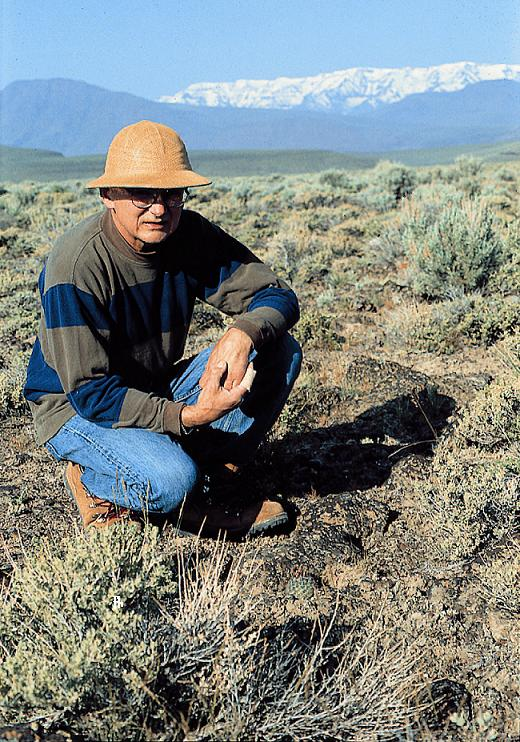
Bill Beaston am Fundort von Pediocactus nigrispinus subsp. beastonii in der Alvord Wüste in Oregon (fh 19.1).

Die Beschreibung als Pediocactus nigrispinus subsp. beastonii erfolgte 1995 von Fritz Hochstätter. Ein Synonym ist Pediocactus nigrispinus subsp. puebloensis Hochstätter (1995).

## Bilder
Pediocactus nigrispinus subsp. beastonii:

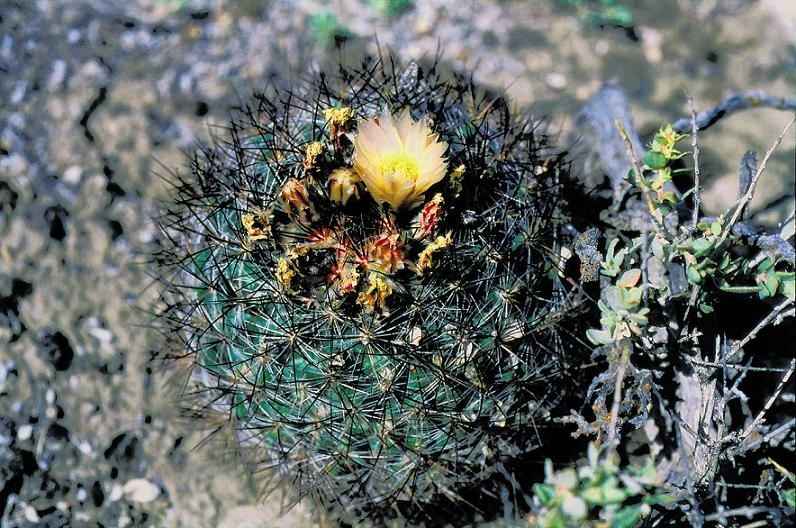
Mit Blüten im Mai in Oregon.
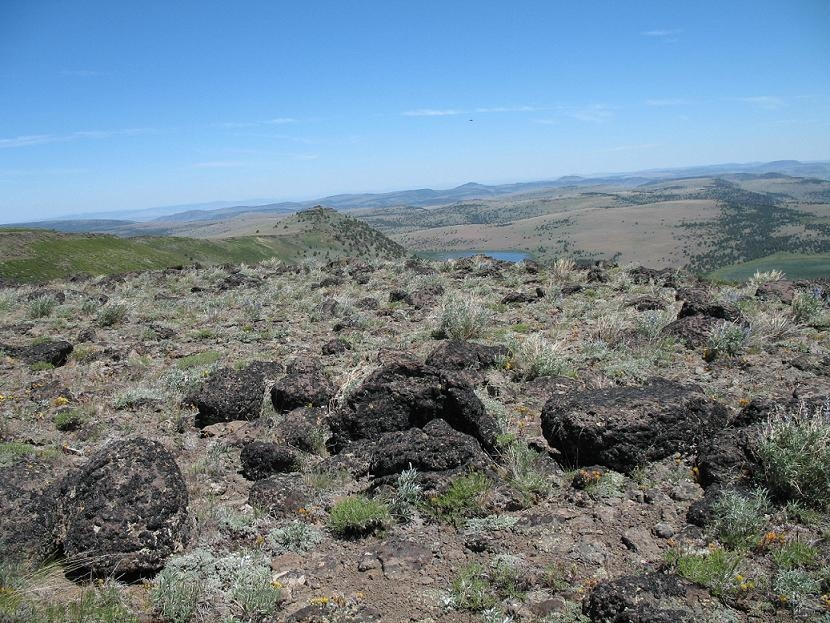
Fundort in der Alvord Wüste in Oregon.